# Роже Брюне
Роже́ Брюне́ (фр. Roger Brunet; нар. 30 березня 1931) — французький географ, професор, один з провідних вчених CNRS в галузі географії.

## Біографія
Народився 30 березня 1931 року в Тулузі. Вищу освіту отримав в Університеті Тулузи.
В 1965 році він отримав ступінь Доктора (що відповідає українському ступеню кандидата географічних наук), написавши дві дисертації: в першій досліджувались сільські околиці Тулузи, у другій розглядався феномен переривчатості у географії.
У 1957—1966 роках працює професором Університету Тулузи (фр. L'université de Toulouse), в 1966 році Роже Брюне переїжджає в Реймс, що у Шампані, де стає професором Університету Реймса (фр. L'université de Reims). З 1966 по 1976 рік він успішно займається науковою діяльністю та очолює Реймський Інститут географії (фр. L'Institut de géographie de Reims) та Реймський Інститут містобудівництва при Університеті Реймса (фр. L'Institut d'aménagement du territoire et d'environnement de l'université de Reims).
З 1976 по 1981 рік Роже Брюне працює у Парижі, де очолює дослідження CNRS, Центр документації гуманітарних наук (фр. Le Centre de documentation des sciences humaines)та лабораторію Інтерґео (фр. Le laboratoire Intergéo)
Між 1981 та 1984 Роже Брюне займає різні посади: він стає технічним радником міністра досліджень і технологій фр. Le Conseiller technique au cabinet du ministre de la Recherche et de la Technologie, що відповідає за гуманітарні, та соціальні науки, очолює департамент гуманітарних та соціальних наук у міністерстві досліджень.
У 1984 році він засновує ініціативну групу RECLUS (фр. Réseau d'étude des changements dans les localisations et les unités spatiales), яку очолював до 1991 року.
Група була названа на честь Елізе Реклю (фр. Élisée Reclus), одного з перших авторів регіональної географії світу. Між 1990 та 1996 роками ця група дослідників, опрацювавши колосальний обсяг інформації, випустила «Географію світу» в десяти томах.
Заснував і очолював довгий час географічні журнали «l'Espace géographique» (1972—2003) і «Mappemonde» (1986—2004). Роже Брюне є почесним доктором університетів Льєжа та Лозанни.

## Наукові дослідження
На початку 1970-х років Роже Брюне очолив рух, що вимагав надання академічній географії більшої ролі в розв'язанні практичних проблем, наприклад, у містобудуванні й містоплануванні, у формуванні навчальних планів для середньої школи. Для популяризації цієї думки у 1972 році був заснований журнал L'Espace géographique.
Роже Брюне зробив чималий вклад в розвиток теорії хорем, картографічного підходу, що використовує спрощені набори примітивних елементів для представлення комплексної географічної інформації (включаючи економічну та соціальну географію). Метою втілення хорем була знакова адаптація в процесі отримання географічної освіти, але вони також призвели до появи критики щодо надмірного спрощення та звернення уваги лише на феномен географічного простора. З початку 1980-х цей картографічний підхід до географії був головним конкурентом геополітичного підходу Іва Лакоста. У 1986 році Брюне заснував журнал картографічної географії Mappemonde, що став конкурентом Hérodote Лакоста.
В пресі популярність Брюне принесла концепція «Блакитного банана». Висунута в 1989 році як частина вчення, що досліджувалося Брюне, який старався розглядати територію Франції в контексті сучасної Європи; згідно з концепцією вважається, що хребет Європи сформований півмісяцем високоурбанізованих регіонів, що оточують Францію.

## Головні публікації
- Сільські околиці Тулузи (фр. Les Campagnes toulousaines), Університет Тулузи, 1965.
- Феномен переривчатості в географії (фр. Les Phénomènes de discontinuité en géographie), CNRS, 1967. читати
- Відкрити Францію (фр. Découvrir la France), Париж, Larousse, 1972-74, 7 томів (ред.).
- Шампань, Нижня Бургундія, Лотарингія (фр. Champagne, Basse-Bourgogne, Pays de Meuse), Париж, Flammarion, 1980.
- Атлас світу вільних економічних зон і офшорних зон (фр. Atlas mondial des zones franches et paradis fiscaux), Fayard-Reclus, 1986. (ISBN 2-213-01798-0)
- Індустріальна перебудова (фр. Le Redéploiement industriel), Reclus-Ministère de l'Industrie, 1986. (ISBN 2-86912-008-7)
- Франція, динаміка території (фр. France, dynamiques du territoire), Datar-Reclus, 1986 (ред., разом з Ж. Салюа). (ISBN 2-86912-009-5)
- Мапа, інструкція про застосування (фр. La Carte, mode d'emploi), Париж-Монпельє, Fayard-Reclus, 1987. (ISBN 2-213-01848-0)
- Правда про роботу у Франції (фр. La Vérité sur l'emploi en France), Larousse, 1987 (ред.). (ISBN 2-03-503006-4)
- Монпельє Європоль (фр. Montpellier Europole), Монпельє, Reclus, 1988 (ред.). (ISBN 2-86912-020-5)
- Франція на європейському просторі (фр. La France dans l'espace européen), Reclus-GEM Régions, 1988. (ISBN 978-2-86912-023-5)
- «Європейські» міста (фр. Les Villes «européennes»), Монпельє-Париж, Datar-Reclus, La Documentation française, 1989. (ISBN 2-11-002200-0)
- Розшифровка світу (фр. Le Déchiffrement du Monde), у Géographie Universelle t. 1 Mondes nouveaux, 1990. (ISBN 2-01-014826-6)
- Територія, що змінюється (фр. Le Territoire dans les turbulences), Монпельє, Reclus, 1990. (ISBN 2-86912-034-X)
- До транс'європейських досліджень (фр. Vers des réseaux transeuropéens), Reclus-GEM Réseaux et territoires, 1991. (ISBN 2-86912-038-2)
- Лексика географії, критичний словник (фр. Les Mots de la géographie, dictionnaire critique), Reclus-La Documentation française, 1992, 3e éd. 1993 (ред., з Р. Ферра та А. Тери), 518 p. (ISBN 2-11-003036-4)
- Франція, територія, яку потрібно берегти (фр. La France, un territoire à ménager), Париж, Édition°1, 1994. (ISBN 2-86391-611-4)
- Нова Росія (фр. La Russie nouvelle), Париж, La Documentation française (La Doc. Photographique), 1994.
- Атлас Росії і близьких країн (фр. Atlas de la Russie et des pays proches) (з Д. Екером та В. Колосовим), Reclus-La Documentation française, 1995. (ISBN 2-11-003428-9)
- Росія і близькі країни (фр. La Russie et les pays proches), у Géographie Universelle t. 10 : Europes orientales, Russie, Asie centrale, Belin-Reclus, 1996. (ISBN 2-7011-1673-2)
- План і зворотний план. Доводи географа (фр. Champs et contrechamps. Raisons de géographe), Париж, 1997, Belin. (ISBN 2-7011-2104-3)
- Території Франції і Європи. Доводи географа (фр. Territoires de France et d'Europe. Raisons de géographe), Paris, 1997, Belin. (ISBN 2-7011-2105-1)
- Економія території (фр. L'Aménagement du Territoire), Париж, La Documentation française (La Doc. Photographique), 1997.
- Розшифровка світу. Теорія і практика географії (фр. Le Déchiffrement du Monde. Théorie et pratique de la géographie), Париж, Belin, 2001, coll. Mappemonde, 400 p. (ISBN 2-7011-2956-7)
- Росія. Географічний словник (фр. La Russie. Dictionnaire géographique), Париж, La Documentation française, 2001, coll. Dynamiques du territoire, 480 p. (ISBN 2-11-004882-4)
- Діамант: революція світу (фр. Le Diamant: un monde en révolution), Париж, Belin, 2003, 416 p. (ISBN 2-7011-3195-2)
- Розвиток території: форми, закони, збереження (фр. Le Développement des territoires : formes, lois, aménagement), Париж, Éditions de l'Aube, 2005, (ISBN 2-7526-0071-2)